# Norsk Folkehjelp
Norsk Folkehjelp (eng.: Norwegian People’s Aid, dt.: Norwegische Volkshilfe) ist eine Hilfsorganisation aus Norwegen. Sie ist die humanitäre Solidaritätsorganisation der Gewerkschaft und wurde 1939 gegründet. Die Organisation wird von Mitgliedern geführt und hat ca. 14.000 Mitglieder und fast 2.200 Mitarbeiter in 33 Ländern. Die Generalsekretärin der norwegischen Volkshilfe ist Henriette Killi Westhrin und der Vorsitzende Gerd Kristiansen. Zum Jahreswechsel 2023/24 übernimmt Raymond Johansen das Amt des Generalsekretärs. Norsk Folkehjelp wurde mit 1983 und 2011 durch die Fundraisingkampagne TV-aksjonen unterstützt.
Der Leitspruch von Norsk Folkehjelp lautet: „Solidarität in Aktion“ (Solidaritet i praksis, Solidarity in Action). Die Arbeit der Organisation konzentriert sich auf zwei Kernbereiche: „Gerechte Verteilung von Macht und Ressourcen“ und „Schutz von Leben und Gesundheit“ („rettferdig fordeling av makt og ressurser“, „vern om liv og helse“). In Norwegen engagiert sich die norwegische Volkshilfe unter anderem in den Bereichen Unfallverhütung, Erste Hilfe und Rettungsdienste, Inklusion und Antirassismus sowie dem Betrieb von Asylaufnahmezentren. International arbeitet die Organisation für die Beseitigung von Minen und Sprengstoffen sowie in Projekten zur Demokratisierung, den Rechten indigener Völker, Gleichberechtigung und gerechter Verteilung von Land und Ressourcen.
Die norwegische Volkshilfe ist in mehr als 30 Ländern aktiv. Die lokale Verankerung ist der Schlüssel zu tragfähigen Projekten, daher arbeitet die Organisation stets mit lokalen Partnern und lokalen Behörden zusammen. Die norwegische Volkshilfe ist eine der weltweit führenden Organisationen im Bereich der humanitären Minenräumung und hat sich in Norwegen und international aktiv für ein Verbot von Landminen und das Übereinkommen über Streumunition eingesetzt.

## Die vier Hauptaktivitäten der norwegischen Volkshilfe
- Langfristige Entwicklungs- und Demokratiearbeit
- Humanitäre Abrüstung
- Sanitär- und Rettungsdienst
- Flüchtlinge, Asyl und Integrationsarbeit

## Geschichte

### 1930er
Die norwegische Volkshilfe wurde 1939 offiziell gegründet, als Fortsetzung der Arbeit, welche damals mehrere Organisationen begonnen hatten; international im Spanischen Bürgerkrieg und im besetzten Finnland durch das Spaniakomitéen und Finlandshjelpen sowie auf nationaler Ebene mit Gesundheitsförderungsarbeit durch Arbeidersaniteten.
Nach dem Spanischen Bürgerkrieg startete Karl Evang im Auftrag des Spaniakomitéen eine Initiative für die lønnstakerorganisasjon (Landsorganisasjonen i Norge; LO), eine Gesundheitsorganisation zu gründen, die sich um die Gesundheitsarbeit in Norwegen kümmert und nach Bedarf eingreifen könnte, wenn die Bevölkerung in Norwegen oder anderen Ländern bedroht ist. Das Sekretariat der Gewerkschaft beschloss im Herbst 1939 die Gründung der Norwegischen Volkshilfe. Die Gründungsversammlung war für Februar 1940 geplant, doch als im November 1939 der Finnische Krieg ausbrach, wurde die Gründung auf den 7. Dezember 1939 vorverlegt. Im Winter 1939–1940 sammelte die norwegische Volkshilfe 1,7 Mio. NOK für die Finnlandhilfe.

### 1940er
Während des Zweiten Weltkriegs mobilisierte die Volkshilfe medizinische Dienste im ganzen Land. Der Arbeitsmedizinische Dienst stellte 14.000 Ersthelfer. In einem Rundschreiben des Innenministeriums vom 5. August 1941 an alle Bezirksbeamten in Norwegen wurde bekannt gegeben, dass „den Gemeinden keine Beiträge in irgendeiner Form für die Aktivitäten der norwegischen Volkshilfe gewährt werden dürfen.“ Dann beschlagnahmten die deutschen Besatzungsmächte ihr Vermögen und lösten sie im September 1941 offiziell auf. Die Volkshilfe ging ins Exil und setzte ihre Arbeit von Schweden aus fort.
Nach dem Zweiten Weltkrieg beteiligte sich die Volkshilfe aktiv am Wiederaufbau Norwegens, insbesondere im Gesundheitswesen. Die Volkshilfe baute im ganzen Land Gesundheitszentren und arbeitsmedizinische Dienste auf. Sie forderten unter anderem die Einrichtung öffentlicher Saunen in Norwegen und führten Kuren für erschöpfte Hausfrauen ein. Im Jahr 1940 erhielten 160 Kinder und 72 Hausfrauen einen 14-tägigen Aufenthalt in Sørmarka.
Das Berufsunternehmen A/S Millimek wurde gegründet, um Behinderte und Menschen in der Rehabilitation zu beschäftigen.
International beteiligte sich insbesondere an der humanitären Hilfe für Flüchtlinge. In Zusammenarbeit mit dem Roten Kreuz wurde die Arbeit 1946 im Sinne des Europäischen Rates auf ganz Europa ausgeweitet.

### 1950er
Die Gesundheitsarbeit rückte noch stärker als bisher in den Fokus. Es wurden Hausfrauenferien und Ferienkolonien für Kinder organisiert.
Die europäische Hilfe wurde eingestellt und der Norwegische Flüchtlingsrat (norske Flyktningråd) gegründet. Die Organisation war eine Zusammenarbeit der Volkshilfe mit dem Roten Kreuz, den Notdiensten der Kirche und Redd Barna (Save the Children).

### 1960er
Berufsbehinderten Menschen wurde Arbeit bei Løren in Oslo angeboten, wo die Volkshilfe Industriegebäude und Wohnheime für behinderte Menschen eröffnete und auch Urlaubsreisen organisierte. Erste Aktionen gegen Ertrinkungsunfälle und häusliche Unfälle wurden durchgeführt, die sich als jährliche Veranstaltungen dauerhaft etablierten.
Mit dem „De vanføres ferietog“ wurden 1961 Ferienangebote für Behinderte ins Leben gerufen. 1963 kaufte die Organisation Kure Gård und eröffnete ein Pflegeheim für Epileptiker. Im selben Jahr organisierte die Organisation Hilfsmaßnahmen nach dem Erdbeben in Skopje.
Der Gesundheits- und Jugendausschuss wurde Ende der 60er Jahre gegründet, um mehr junge Menschen für Gesundheit zu sensibilisieren. Außerdem wurden Leihstationen für medizinische Geräte für Behinderte betrieben.

### 1970er
Die Informationsstelle gegen Ertrinkungsunfälle (Opplysningssentralen) wurde eingerichtet. Die Zahl der Mitglieder der Norsk Folkehjelps Sanitet überstieg die Zweitausend-Marke. 1972 übernahm die Norsk Folkehjelps Sanitet zum ersten Mal die Verantwortung für den Sanitätsdienst beim Norway Cup und trägt diese Arbeit bis heute.
Ende der 70er Jahre bat die Gewerkschaft die Volkshilfe, das internationale Engagement in der Arbeiterbewegung zu stärken. Die norwegische Volkshilfe erhielt eine eigene internationale Abteilung und beteiligte sich an der Befreiung Simbabwes, Südafrikas und Namibias und unterstützte Erdbebenopfer in Jugoslawien.

### 1980er
Die Fernseh-Spendenaktion „Aksion Menneskenverd“ im Jahr 1983 gab der internationalen Arbeit der norwegischen Volkshilfe neuen Schwung, wobei die Bemühungen vor allem im südlichen Afrika und Lateinamerika verstärkt wurden.
Während der Lebensmittelkrise im Polen wurden Lebensmittel im Wert von 40 Mio. NOK – 1.200 Tonnen – gesammelt und nach Polen geschickt. Die Arbeit im Nahen Osten und im Südsudan wurde begonnen. In Norwegen richtete die Volkshilfe 1988 ihr erstes Asylaufnahmezentrum in Klemetsrud ein.

### 1990er
Die Entwicklungen in Osteuropa stellten die Volkshilfe vor neue Aufgaben. Im neuen Südafrika war die norwegische Volkshilfe eine der ersten ausländischen Organisationen überhaupt. Die Minenräumung im Auftrag der UN, unter anderem in Kambodscha und Mosambik, wurde neben der Verbesserung und Erhaltung der Umwelt zu einer neuen Hauptaufgabe. Die norwegische Volkshilfe reagierte auf diese Herausforderung unter anderem durch die Einrichtung von Umweltnotfallgruppen und die Beteiligung bei der Umweltschutzbehörde.
Zu den Bemühungen in den 1990er Jahren gehörte auch die Verringerung der Kluft zwischen den Generationen und der Wiederaufbau der sozialen Sicherheitsnetze in der örtlichen Gemeinschaft. Die Arbeit für ältere Menschen wurde gestärkt, während jungen Menschen Aktivitäten und Schulungen in einem gesunden Umfeld angeboten wurden. Im ganzen Land wurden Freiwilligenzentren eingerichtet.
„Gemeinsame Aktion gegen Rassismus“ („Fellesaksjonen mot rasisme“) entstand Mitte der 1990er Jahre in Zusammenarbeit mit der Gewerkschaft. Die norwegische Volkshilfe hat außerdem ein System zur Begleitung für unbegleitete minderjährige Asylsuchende eingerichtet.

### Gegenwart
Der Kampf gegen Landminen und Sprengstoffe geht weiter. Die Volkshilfe führt derzeit Minen- und Sprengarbeiten in 23 Ländern durch. Die Organisation spielte eine zentrale Rolle, als am 3. Dezember 2008 in Oslo das internationale Verbot von Streumunition unterzeichnet wurde. Die Volkshilfe ist im Vorstand der Internationalen Kampagne zur Abschaffung von Atomwaffen (ICAN) vertreten, welche 2017 für die Arbeit zur Durchsetzung eines Atomwaffenverbots mit dem Friedensnobelpreis ausgezeichnet wurde.
Neben anderen internationalen Projekten engagiert sich die Volkshilfe heute auch im Kampf für Indigene Völker, Frauenrechte und -gleichheit, Demokratisierung und das Recht auf Land und Ressourcen. Die Organisation beschäftigt Mitarbeiter in über 30 Ländern.
Im März 2019 stellte die norwegische Volkshilfe ihre letzte Asylaufnahme ein, engagierte sich aber weiterhin in der Bekämpfung von Rassismus und für Integration durch Projekte wie die Menschenbibliothek (menneskebiblioteket), Diskriminierung im Arbeitsleben, den KvinnerKan-Kurs und das folkevennprosjektet (Volks-Freundschaftsprojekt).
Der Sanitätsdienst der Volkshilfe betreibt Erste Hilfe, einen ehrenamtlichen Rettungsdienst und einen ehrenamtlichen Ambulanzdienst. Die Organisation führt auch Unfallverhütungsprojekte durch. Während des Terroranschlags am 22. Juli 2011 waren Sanitäter der norwegischen Volkshilfe im Sommercamp der Arbeidernes Ungdomsfylking (AUF) auf Utøya vor Ort. Sie leisteten erste Hilfe für verletzte junge Menschen und organisierten eine Zuflucht für insgesamt 47 Menschen in der Schulhalle auf der Insel. Hanne Anette Balch Fjalestad von der Volkshilfe wurde bei dem Angriff getötet.

## Kritik
Im März 2000 verwies das European-Sudanese Public Affairs Council unter der Leitung von David Hoile auf eine Fernsehdokumentation vom November 1999, in der behauptet wurde, von der Volkshilfe betriebene Flugzeuge hätten die Sudanesische Volksbefreiungsarmee (SPLA) mit 80–100 Tonnen Waffen und Landminen versorgt.
Das sri-lankische Verteidigungsministerium verwies auf Vorwürfe ungenannter Gruppen, dass die Liberation Tigers of Tamil Eelam (LTTE) die Volkshilfe für „terroristische Aktivitäten“ „missbraucht“ hätten. Das Verteidigungsministerium äußerte sich außerdem besorgt über einen Vorfall, bei dem mehrere Fahrzeuge der Volkshilfe von der LTTE gestohlen worden waren.
Im Jahr 2018 legte die Volkshilfe einen Rechtsstreit mit dem Justizministerium der Vereinigten Staaten bei. Die US-Regierung hatte behauptet, dass die Volkshilfe gegen den US-amerikanischen False Claims Act verstoßen habe, indem sie bei der Unterzeichnung einer USAID-Zuschussvereinbarung im Südsudan die Aktivitäten der Volkshilfe zur Unterstützung nicht offengelegt habe, sowie bei einem Demokratisierungsprojekt für Jugendliche in Gaza von 2012 bis 2016 und einem Minenräumprojekt im Iran, das 2008 endete, letzteres ein Auftrag für den norwegischen Konzern Norsk Hydro. Die Vereinigten Staaten hatten auf Schadensersatz in Höhe von 2 Mio. US-Dollar geklagt. Israel hatte die EU aufgefordert, die Finanzierung der norwegischen Volkshilfe wegen angeblicher Verbindungen zu Gruppen einzustellen, die von den Vereinigten Staaten, der EU und Israel als terroristische Gruppen eingestuft werden.
Im Jahr 2013 stellte das Außenministerium einen Missbrauch norwegischer Hilfsgelder bei Projekten der norwegischen Volkshilfe in Angola, Burma, Palästina, Sudan, Südafrika und Südsudan fest. Die norwegische Volkshilfe musste Gelder an den Staat zurückzahlen.

## Persönlichkeiten
- Orrvar Dalby